# Општина Хотареле (Ђурђу)
Хотареле (рум. Hotarele) општина је у Румунији у округу Ђурђу.
Oпштина се налази на надморској висини од 38 m.